# Comuna Dolînske, Berdeansk
Dolînske (în ucraineană Долинське) este o comună în raionul Berdeansk, regiunea Zaporijjea, Ucraina, formată din satele Dolînske (reședința), Koza, Krîmka, Olenivka și Șevcenkove.

## Demografie
Componența lingvistică a comunei Dolînske
     Ucraineană (81,5%)
     Rusă (15,53%)
     Alte limbi (1,52%)
Conform recensământului din 2001, majoritatea populației comunei Dolînske era vorbitoare de ucraineană (81,5%), existând în minoritate și vorbitori de rusă (15,53%) și armeană (1,37%).